# Happy New Year (canção)
Happy New Year foi um single lançado pelo A*Teens uma música ABBA com o mesmo nome.
Este single foi lançado para celebrar a chegada do novo milênio. Atingio o #4 nas paradas da Suécia tornando-os a banda com 4 consecutivos Top Ten no país ganhando o Certificado de Ouro nas semanas seguintes release. O single não foi lançado no mundo, apenas em cidades selecionadas. Pelo pedido do público, Happy New Year, foi lançado no Chile após a visita de em Fevereiro de 2000.
Eles apresentaram essa música em um canal na Suécia durante a virada do milênio

## Lançados
Scandinavian 2-Track CD Single
1. Happy New Year [Radio Version] - 4:24
2. Happy New Year [Extended Version] - 6:52

Scandinavian CD Maxi
1. Happy New Year [Radio Version] - 4:24
2. Happy New Year [Extended Version] - 6:52
3. Mamma Mia [The Bold & The Beautiful Glamourmix Edit] - 3:46
4. Super Trouper [W.I.P.] - 6:10